# Pieczarka łąkowa

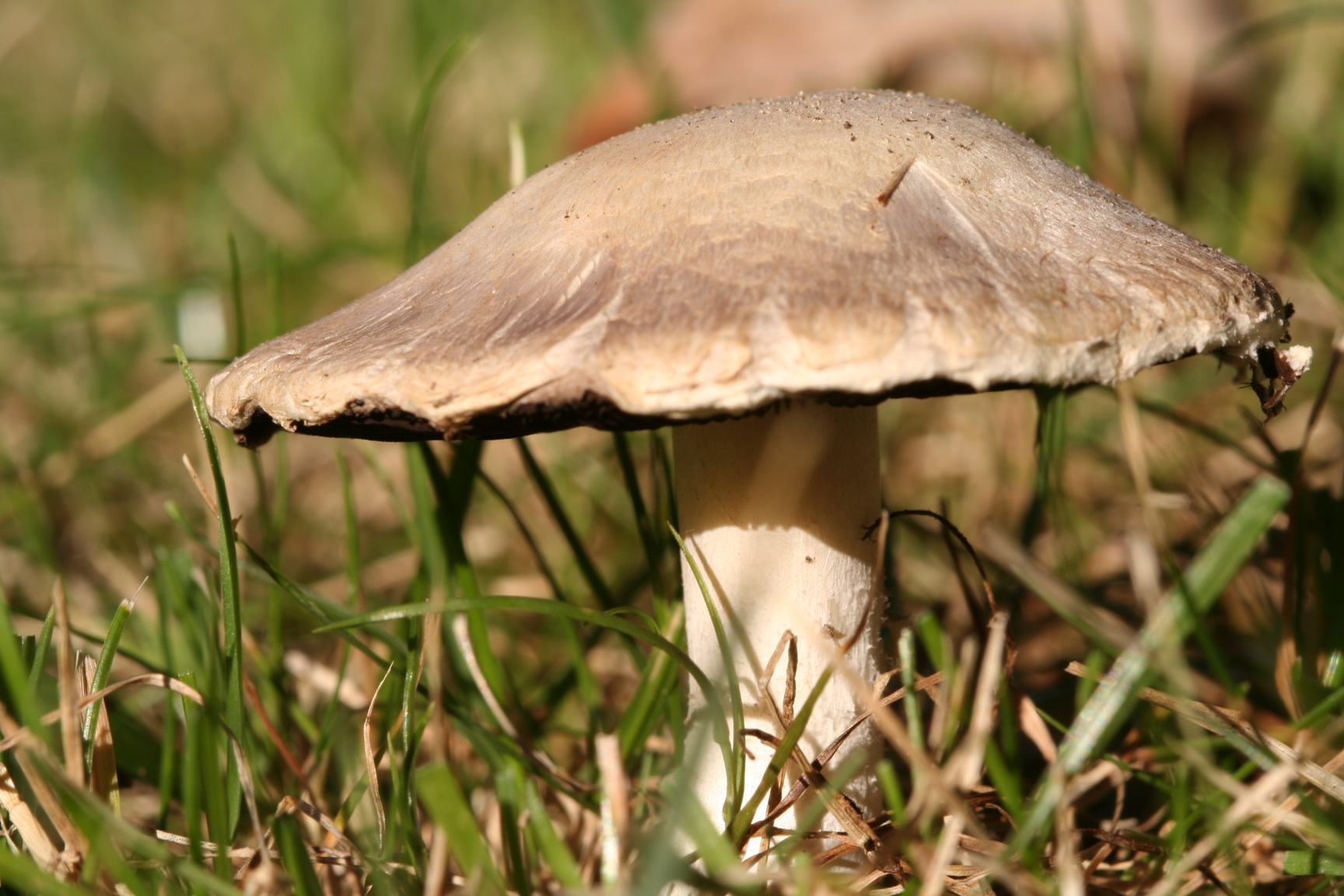
Starszy okaz pieczarki łąkowej

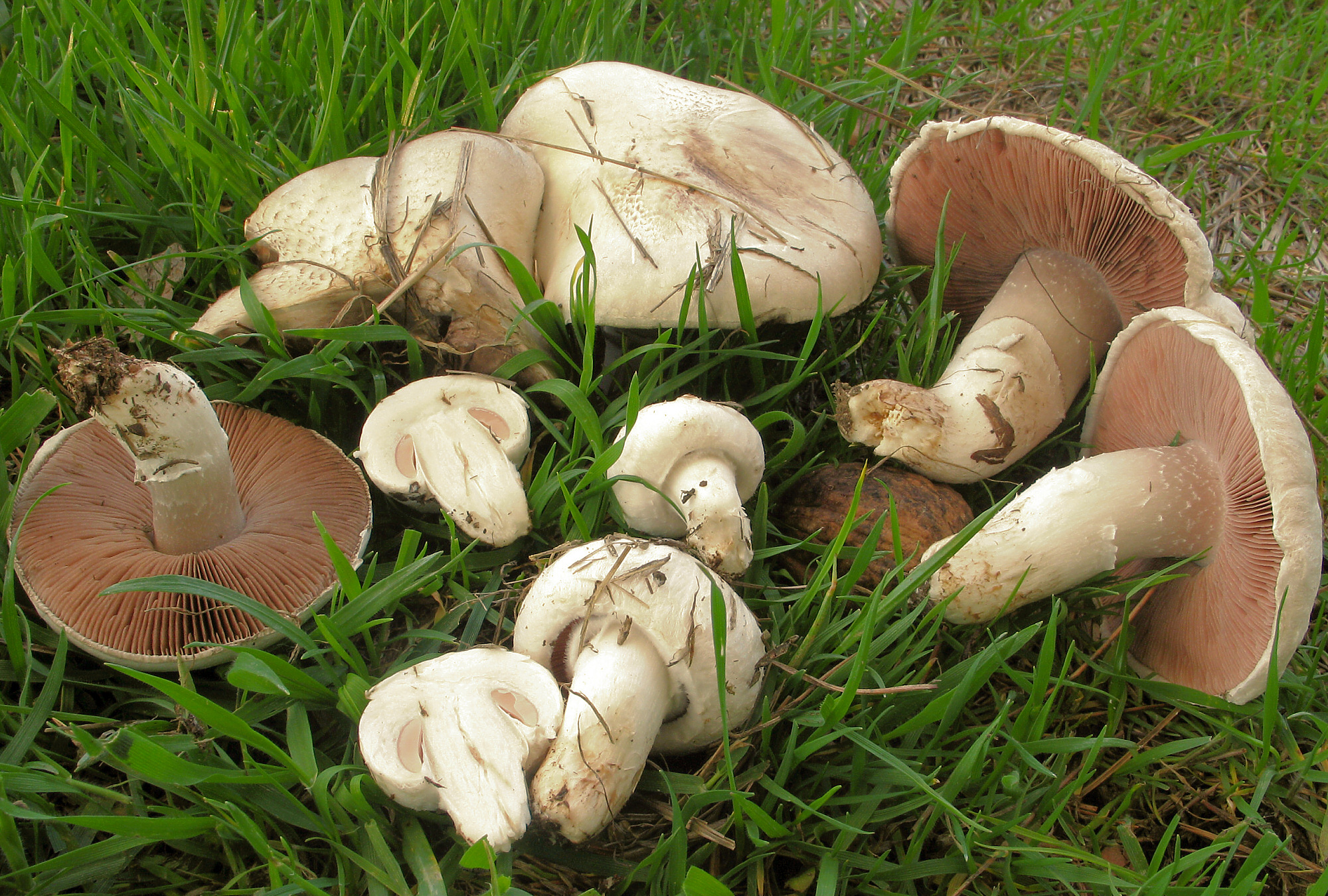

Pieczarka łąkowa (Agaricus campestris L.) – gatunek grzybów z rodziny pieczarkowatych (Agaricaceae).

## Systematyka i nazewnictwo
Pozycja w klasyfikacji: Agaricus, Agaricaceae, Agaricales, Agaricomycetidae, Agaricomycetes, Agaricomycotina, Basidiomycota, Fungi (według Index Fungorum).
Synonimów naukowych ma ponad 60.
Nazwę pieczarka łąkowa podał Władysław Wojewoda w 1987 r. W polskim piśmiennictwie mykologicznym gatunek ten występuje też pod nazwami bedłka pieczarka, pieczarka inspektowa, pieczarka ogrodowa, pieczarka prawdziwa, pieczarka polna, pieczarka polowa, pieczarka zwyczajna.

## Morfologia
Kapelusz
Średnica 5–11 cm, u młodych okazów zamknięty i niemal kulisty, później półkulisty, na koniec płasko rozpostarty. Brzeg łuskowato spękany, powierzchnia jedwabiście włóknista, na wierzchołku występują rzadkie, przylegające łuseczki o brązowej barwie. Po uciśnięciu zmienia barwę na żółtawą lub brązowawą (starsze okazy). Barwa kapelusza początkowo biała, później szaroochrowa. U dojrzałych grzybów, szczególnie podczas suchej pogody, górna powierzchnia kapelusza pęka i powstają na niej głębokie rowki i poletka. Skórka daje się łatwo ściągnąć z całego kapelusza.
Blaszki
Gęste, przy trzonie wolne. Tylko w bardzo młodych, jeszcze zamkniętych owocnikach są białe, potem stają się różowe i wiekiem coraz ciemniejsze; czekoladowobrązowe, do czarnobrązowych. W starych owocnikach od zarodników stają się fioletowoczarne.
Trzon
Wysokość 4–8 cm, grubość 1–2 cm, cylindryczny, pełny, łatwo odłamujący się od kapelusza, z białym błoniastym pierścieniem u góry. Powierzchnia gładka, biała, u starszych okazów brunatna. Pierścień jest niezbyt trwały i u starszych okazów zanika. Górna część trzonu często jest różowawa od przeświecającego się miąższu. U starszych grzybów trzon jest ciemniejszy, brązowy lub rdzawobrunatny.
Miąższ
Biały, lub wodnistoróżowy po przekrojeniu miejscami różowieje. Powyżej blaszek i na trzonie pod blaszkami miąższ ma często szary odcień, a w podstawie trzonu pomarańczowy. Smak przyjemny, zapach lekko grzybowy.
Wysyp zarodników
Czarnobrązowy. Zarodniki elipsoidalne, gładkie, o rozmiarach 7–10 × 5–6 µm. Cystydy słabo rozwinięte, podstawki czterozarodnikowe.
Gatunki podobne
- muchomor jadowity (Amanita virosa) i niektóre inne muchomory. Niebezpieczeństwo pomylenia istnieje jednak tylko w przypadku bardzo młodych, jeszcze zamkniętych owocników pieczarki łąkowej, które mają jeszcze białe blaszki, bardzo szybko jednak stają się one różowe, potem coraz ciemniejsze. Muchomory zawsze mają białe blaszki i trzon otoczony pochwą[8]
- pieczarka biaława (Agaricus arvensis). Pospolity gatunek rosnący często poza lasami. Na trzonie posiada pierścień z łuseczkami, ma anyżkowy lub migdałowy zapach i bladoszaroróżowe blaszki podczas dojrzewania[10]
- pieczarka miejska (Agaricus bitorquis). Ma ona jednak zawsze nagi kapelusz i podwójny pierścień na trzonie. Jadalna[11]
- pieczarka dwuzarodnikowa (Agaricus bisporus). Rozróżnienie młodych okazów może być trudne, może pomóc miejsce pochodzenia (pieczarka dwuzarodnikowa pochodzi z uprawy), w sposób pewny można rozróżnić badaniem mikroskopowym[6].

## Występowanie i siedlisko
Gatunek rozprzestrzeniony na całej kuli ziemskiej: poza Antarktydą występuje na wszystkich kontynentach, również na wielu wyspach. W Europie Środkowej jest szeroko rozprzestrzeniony i dość częsty, jednakże wskutek zbyt intensywnego nawożenia łąk i pastwisk liczebność tego gatunku w Europie spada.
Owocniki rosną bardzo szybko, po letnich obfitych deszczach czasami wyrastają w ciągu jednego dnia. To właśnie dzięki temu gatunkowi grzyba powstało powiedzenie „rosnąć jak grzyby po deszczu”. Owocniki pojawiają się od maja do października na łąkach, pastwiskach i w rowach przydrożnych, najczęściej na średnio nawożonych miejscach, np. na łąkach, gdzie pasie się bydło, na zaoranym polu uprawnym. Pieczarki te szczególnie preferują łąki i pola nawożone nawozem końskim.

## Znaczenie
Kulinarne
Dobry grzyb jadalny, nieco tylko mniej smaczny od uprawianej pieczarki dwuzarodnikowej (Agaricus bisporus). Pieczarka łąkowa nie jest uprawiana, ze względu na szybkie dojrzewanie owocników i krótki okres przydatności do spożycia. Nadaje się jako dodatek do różnych mięsnych dań oraz do zup. W badaniach laboratoryjnych stwierdzono, że wodne wyciągi z pieczarki łąkowej in vitro zwiększają wydzielanie insuliny, wpływając na metabolizm glukozy w organizmie; mechanizm tego działania nie został jednak wyjaśniony.
Medycyna
Wyciągi z owocników pieczarki łąkowej hamują wzrost gronkowca złocistego, pałeczki duru brzusznego. Oczyszczona z domieszek substancja czynna znalazła zastosowanie w lecznictwie.
Filatelistyka
Pierwszy raz pieczarka łąkowa, opisana jako polna, znalazła się na znaczku pocztowym wyemitowanym przez Pocztę Polską 8 maja 1959 roku. Ząbkowany znaczek w formie trójkątnej, o nominale 2,50 zł wydany został w serii Grzyby Polski. Wydrukowano 3 091 000 szt., techniką rotograwiury, na papierze niepowlekanym. Autorem projektu znaczka był grafik Czesław Borowczyk. Cała seria pozostawała w obiegu do 31 grudnia 1994 roku.
Kolejny znaczek z pieczarką łąkową Poczta Polska wyemitowała 29 sierpnia 2014 r. w serii Grzyby w polskich lasach. Autorem projektu znaczka o nominale 2,35 zł była Marzanna Dąbrowska. Znaczek wydrukowano techniką offsetową, na papierze fluorescencyjnym, w nakładzie 400 000 sztuk.